# Episodi di South Park (quarta stagione)
La quarta stagione di South Park, composta da 17 episodi, è stata trasmessa negli Stati Uniti, da Comedy Central, dal 5 aprile al 20 dicembre 2000.
L'edizione italiana è stata trasmessa dal 6 febbraio all'8 maggio 2003 su Italia 1, tranne gli episodi Giù le zampe dai bambini, Predica bene razzola male e Probabilmente che sono stati trasmessi dal 1º al 4 maggio 2006 durante le repliche della stagione sulla stessa rete.
| nº | Titolo originale                      | Titolo italiano               | Prima TV USA     | Prima TV Italia  |
| -- | ------------------------------------- | ----------------------------- | ---------------- | ---------------- |
| 1  | The Tooth Fairy's Tats 2000           | Il racket dei dentini         | 5 aprile 2000    | 6 febbraio 2003  |
| 2  | Cartman's Silly Hate Crime 2000       | Il reato di odio di Cartman   | 12 aprile 2000   | 13 febbraio 2003 |
| 3  | Timmy 2000                            | Tutti "fatti" di Ritalin      | 19 aprile 2000   | 20 febbraio 2003 |
| 4  | Quintuplets 2000                      | Che noia il circo!            | 26 aprile 2000   | 27 febbraio 2003 |
| 5  | Cartman Joins NAMBLA                  | Giù le zampe dai bambini      | 21 giugno 2000   | 1º maggio 2006   |
| 6  | Cherokee Hair Tampons                 | Fatti curare da un indiano    | 28 giugno 2000   | 6 marzo 2003     |
| 7  | Chef Goes Nanners                     | Chef va fuori di testa        | 5 luglio 2000    | 13 marzo 2003    |
| 8  | Something You Can Do with Your Finger | Boy band                      | 12 luglio 2000   | 20 marzo 2003    |
| 9  | Do the Handicapped Go to Hell?        | Predica bene razzola male     | 19 luglio 2000   | 3 maggio 2006    |
| 10 | Probably                              | Probabilmente                 | 26 luglio 2000   | 4 maggio 2006    |
| 11 | 4th Grade                             | Ebbene sì, sono gay!          | 8 novembre 2000  | 20 marzo 2003    |
| 12 | Trapper Keeper                        | L'astuccio del cacciatore     | 15 novembre 2000 | 3 aprile 2003    |
| 13 | Helen Keller! The Musical             | Helen Keller! Il musical      | 22 novembre 2000 | 10 aprile 2003   |
| 14 | Pip                                   | Grandi speranze               | 29 novembre 2000 | 17 aprile 2003   |
| 15 | Fat Camp                              | Ciccia che ti riciccia        | 6 dicembre 2000  | 24 aprile 2003   |
| 16 | The Wacky Molestation Adventure       | Che palle i genitori, anzi no | 13 dicembre 2000 | 1º maggio 2003   |
| 17 | A Very Crappy Christmas               | Un Natale davvero di merda    | 20 dicembre 2000 | 8 maggio 2003    |

## Il racket dei dentini
- Titolo originale: The Tooth Fairy's Tats 2000
- Diretto da: Trey Parker
- Scritto da: Trey Parker, Matt Stone e Nancy M. Pimental

### Trama
La Fatina dei denti lascia 2 $ sotto il cuscino di Eric Cartman. Al risveglio la madre (la vera artefice del dono) consiglia a Eric di aprire un conto bancario, ma al contrario lui desidera spenderli. Alla fermata dell'autobus condivide la bella notizia con gli altri ragazzi che si stupiscono, in quanto loro solitamente ricevevano un solo nichelino. Arrivano alla conclusione che, se riescono a trovare altri denti, riusciranno a ottenere così tanti soldi da poter comprare la console Sega Dreamcast. Avendo però già perso tutti i denti da latte, i ragazzi scelgono Kenny come cavia perché avendo una famiglia povera prima o poi i denti gli cadranno comunque. Quindi legano con uno spago un dente di Kenny alla sedia a rotelle di Timmy. Prima che Timmy possa procedere arriva Butters con in mano il dente da latte che gli è caduto poco prima. Così i ragazzi decidono che la notte stessa ruberanno il dente di Butters da sotto il suo cuscino cambiando il piano.
Quella notte, mentre Butters dorme, Cartman entra dalla finestra della sua camera travestito da fatina, svegliandolo. Nonostante l'aspetto di Cartman, Butters ci crede davvero e si rimette a dormire. In questo modo Cartman può sostituire il dente con una moneta. La sera seguente Eric mette il dente di Butters sotto il suo cuscino e il giorno seguente trova 4 $. Dopo qualche giorno la madre chiama il dentista dicendo di essere preoccupata perché il figlio ha "perso" centododici denti. Al centotredicesimo la madre è costretta a dire la verità a Cartman a proposito della Fatina dei denti perché lasciando ogni volta i soldi sotto il cuscino è rimasta al verde. Sconvolto dalla rivelazione, Eric racconta tutto agli amici. Dopo aver fatto confessare anche i loro genitori arrivano alla conclusione che se lasceranno i denti sotto i cuscini dei bambini ricchi di Denver guadagneranno molti più soldi. Mentre entrano nella camera di un bambino ricco si accorgono che anche altri bambini avevano pensato alla stessa cosa. Così gli altri li portano dal proprio boss, Loogie, parodia di Don Vito Corleone. Vengono così a conoscenza che è diventato un vero e proprio business controllato dal crimine organizzato. Minacciati di pena corporale, i ragazzi saranno costretti a farne parte.
Nel frattempo anche i dentisti dell'American Dental Association si interrogano sul perché scompaiono i denti e i soldi della fatina, arrivando alla conclusione che il ladro è un metà gallo-metà scoiattolo gigante a conoscenza dell'algebra che ruba i denti per poter costruire il nido per la propria prole geneticamente superiore. Solo Tom Fawley, uno dei dentisti, è riuscito a capire la verità sul racket dei dentini, ma viene deriso dagli altri colleghi. I bambini si godono i soldi guadagnati, al punto che Chef pensa che siano diventati spacciatori. Per guadagnare di più decidono di continuare da soli all'insaputa di Loogie. Intanto Kyle, leggendo i libri di fisica teorica e le opere di Cartesio, comincerà a dubitare della sua stessa esistenza. Il dentista Tom tende una trappola alle fatine fasulle mandando in TV un'intervista a un bambino malato che può guarire solo facendo un intervento che costa 600 $ che riceverà dalla Fatina dei denti. In realtà è l'emittente che dà i soldi ai genitori per poi metterli sotto il cuscino. La trappola attira l'avidità di Cartman che, sostenuto da Stan e Kyle, entra nella camera del bambino malato. Mentre lo sorreggono Kyle misteriosamente scompare perché ha dubitato della sua stessa esistenza. Mentre i dentisti catturano Loogie e gli altri appare il metà gallo-metà scoiattolo gigante, facendo scappare i dentisti.
- Guest star: Richard Belzer (Loogie)

## Il reato di odio di Cartman
- Titolo originale: Cartman's Silly Hate Crime 2000
- Diretto da: Trey Parker ed Eric Stough
- Scritto da: Trey Parker

### Trama
Le ragazze della scuola sfidano i quattro protagonisti a una gara di slittino. Cartman però lancia un sasso a Token, perché questi lo ha preso in giro per il suo peso, ferendolo all'occhio. Cartman viene così arrestato da due agenti federali perché, essendo Token afroamericano, il suo gesto diventa automaticamente un crimine razzista. Così Cartman viene giudicato colpevole e condannato a reclusione nel riformatorio fino all'età di ventuno anni. Ma prima di essere preso dagli agenti, scappa dall'aula e va a casa di Kenny pregandolo di portarlo con la sua macchinina a pile in Messico. Si genera un surreale inseguimento di tredici ore a velocità minima tra le auto della polizia e la macchinina a pile, che viene seguito in diretta anche dal telegiornale locale. Quando la macchinina giocattolo si ferma perché ha esaurito l'autonomia delle pile, Cartman viene arrestato e portato al Riformatorio di massima sicurezza di Alamosa. Il suo compagno di cella è il temutissimo Otto Cazzotto.
Intanto Stan, Kyle e Kenny, costretti a gareggiare senza Cartman, si mettono alla ricerca di un compagno di squadra altrettanto grasso, scegliendo Clyde Donovan. Ma quando scendono giù dalla collina si fermano perché non hanno abbastanza peso. Poi riprovano con un muretto di mattoni camuffato con degli abiti per far credere alle ragazze di avere un quarto slittatore. Questa volta però scendono troppo velocemente e si schiantano contro un albero perdendo anche il terzo slittatore, Kenny. I ragazzi si accorgono che senza Eric saranno destinati a perdere, perciò decidono di farlo evadere prendendo spunto dall'immaginario cinematografico: inseriscono una lama per unghie in una torta, ma il piano fallisce perché gli scambi di oggetti tra detenuti e visitatori sono vietati. In compenso portano a Eric le sigarette che Otto gli aveva chiesto in cambio del favore di aiutarlo a evadere. Per evitare che i poliziotti trovino le sigarette mentre lo perquisiscono è costretto a infilarle nel retto per poi defecarle in cella. Quando però utilizza il gabinetto della cella istintivamente tira lo sciacquone. Non avendo ottenuto le sigarette, Otto obbliga Cartman a portargli in cella con lo stesso metodo un gioco in scatola. Così Otto e Cartman tentano di scappare ma nel frattempo Stan e Kyle sono riusciti a far graziare Cartman dal governatore creando il comitato Liberate Eric Cartman. Alla fine i ragazzi vinceranno la gara di slittini.

## Tutti "fatti" di Ritalin
- Titolo originale: Timmy 2000
- Diretto da: Trey Parker
- Scritto da: Trey Parker

### Trama
A Timmy viene diagnosticata una sindrome da deficit di attenzione e iperattività, e ciò causa un'ondata di abuso di droghe mediche alla scuola elementare. Inoltre, Timmy diventa il cantante di una band in rapida ascesa.

## Che noia il circo!
- Titolo originale: Quintuplets 2000
- Diretto da: Trey Parker
- Scritto da: Trey Parker

### Trama
Al circo, i ragazzi incontrano un gruppo di cinque gemelle che lavorano come equilibriste e decidono di imitarle. Queste ragazze, intanto, tentano di sfuggire agli ufficiali del governo rumeno, che le vogliono riportare in Romania.

## Giù le zampe dai bambini
- Titolo originale: Cartman Joins NAMBLA
- Diretto da: Eric Stough
- Scritto da: Trey Parker

### Trama
Per cercare dei nuovi e non "immaturi" amici, Cartman si iscrive alla chat online, "Uomini a cui piacciono i bambini", dalla quale riceve decine di messaggi poiché essa, in realtà, è frequentata da pedofili (tra cui il signor Garrison), che sono tutti prontamente arrestati. I pedofili sono membri della NAMBLA, l'"Associazione Maschioni-Bambini Liberi di Amarsi", nata per legalizzare i rapporti sessuali tra adulti e minori. Dato che tutti i suoi "amici" sono arrestati prima che lui possa conoscerli, Cartman chiede aiuto al professor Mephesto, che gli consiglia di iscriversi all'associazione di cui fa parte: NAMBLA, cioè "Noi Assomigliamo a Marlon Brandon - Libera Associazione", ma confondendosi, Cartman si reca alla riunione dei pedofili, i quali lo convincono a diventare il loro testimonial.
Kenny nel frattempo scopre che i suoi genitori vogliono fare un altro figlio e lui è profondamente contrario. Tenta di impedire il concepimento ferendo suo padre Stuart ai testicoli e poi, quando la madre Carol resta incinta, provocandole un aborto, ma purtroppo i suoi tentativi falliscono ed è solo il padre che continua a subire un trauma dopo l'altro. Col tempo diventa talmente ossessionato che di notte ha gli incubi: sogna addirittura che dal grembo di Carol uscirà un mostro che lo ucciderà, così, al risveglio, minaccia la madre brandendo uno sturalavandini.
I pedofili intanto invitano Eric a portare tutti i suoi amici per poter fare una grande festa in un albergo, con l'intento finale di avere rapporti sessuali, così tutti i bambini maschi di South Park, ignari della verità, vengono portati alla festa. Nel frattempo i federali scoprono che la NAMBLA è a South Park e organizzano una retata, ma poi si accorgono di aver sbagliato: hanno interrotto la riunione dell'associazione di cui fa parte il professor Mephesto, composta da individui sosia di Marlon Brando e che, nutrita dall'odio che i membri provano per l'associazione concorrente, aiuta i poliziotti a riorganizzare un'altra retata. Così i pedofili portano i bambini nelle proprie camere d'albergo, ma quando finalmente questi scoprono le loro intenzioni, escono spaventati nel corridoio e tentano di scappare. Con l'arrivo dei poliziotti e dell'altra NAMBLA, si genera una serie di inseguimenti in stile Scooby-Doo a cui si aggiungono, senza motivo specifico, anche un cameriere francese, due uomini su un biciclo, Kenny e i suoi genitori. Nella confusione generale, Stuart entra casualmente nella stanza in cui i pedofili si erano nascosti e che, confusolo con un bambino, lo violentano. 
Alla fine, i pedofili sono arrestati. Prima di essere portati via, il loro leader difende il gruppo accusando tutti di odiarli solo perché diversi ma anche ignorando apertamente la prova della loro colpevolezza costituita dal lì presente Stuart, traumatizzato e in procinto di essere portato in ospedale. Per questo Stan e Kyle, disgustati, replicano che lui può provare quanto vuole a evitare la galera paragonando i pedofili a una minoranza perseguitata, ma la pedofilia è sbagliata e chi la pratica è un criminale. I pedofili vengono portati via mentre l'ambulanza con a bordo Stuart si dirige in ospedale, ma alla partenza il veicolo investe per sbaglio Kenny. 
Qualche tempo dopo Carol partorisce un figlio tale e uguale a Kenny, che verrà per questo chiamato col suo stesso nome. Il padre afferma che è almeno la cinquantesima volta che succede, anche se la moglie lo corregge, dicendogli che è la cinquantaduesima.

## Fatti curare da un indiano
- Titolo originale: Cherokee Hair Tampons
- Diretto da: Trey Parker
- Scritto da: Trey Parker

### Trama
Kyle ha bisogno di un trapianto di rene, e salta fuori che solo Cartman è perfettamente compatibile. Cartman offre con gioia il suo rene a Kyle... per la modica cifra di 10 milioni di dollari! Stan, depresso dalla malattia del suo amico, decide allora di prendere il rene di Cartman con la forza, tanto più che l'intera cittadina si è lasciata prendere dalla mania della medicina ortomolecolare, per colpa della quale, se Stan non agisce in fretta, le speranze di sopravvivenza di Kyle sono ancora più ridotte.
- Guest star: Cheech Marin (Carlos Ramirez), Tommy Chong (Capo Running Pinto)

## Chef va fuori di testa
- Titolo originale: Chef Goes Nanners
- Diretto da: Trey Parker ed Eric Stough
- Scritto da: Trey Parker

### Trama
Chef inizia una protesta contro la bandiera di South Park, il cui soggetto, infatti, è un disegno stilizzato di un nero che viene impiccato da quattro bianchi. Jimbo e Ned invece ritengono che il valore storico della bandiera resti più importante. Il poco sostegno che Chef riceve, dato che a molti la questione non interessa, lo spinge a protestare con sempre più veemenza, accusando l'intera città di razzismo fino ad arrivare a cambiare il suo nome, giudicandolo da schiavo, e ribattezzandosi "Abdul Mohamed Jabar Rauf Kareem Ali". Anche Jimbo e Ned sono, però, in difficoltà, perché la questione della bandiera ha attirato in città un folto numero di membri del KKK, venuti a sostenere la causa dei due: pur essendo anche loro conservatori, i due amici non sono affatto contenti di avere al loro fianco i supremazisti bianchi, guidati da ideali troppo radicali. Sapendo che nessuno vorrà schierarsi con loro, se a sostenerli è il KKK, i due si recano in una delle riunioni segrete, per cercare di convincere i suprematisti ad appoggiare il cambiamento della bandiera e manipolare i votanti a votare chiunque fosse schierato contro di loro. Peccato che quando i due, con ancora addosso le tuniche indossate per confondersi tra i partecipanti alla riunione, tornano a casa, vengono visti da Chef che, disgustato, se ne va senza dargli la possibilità di spiegare.
Nel frattempo, anche a scuola la questione relativa alla bandiera diventa l'argomento principale, per cui agli studenti di quarta elementare viene chiesto di dividersi in due gruppi che dovranno sfidarsi in una gara di dibattito. La parte di coloro secondo cui la bandiera deve restare com'è è guidata da Stan e Kyle, mentre coloro che sostengono che vada cambiata hanno a capo Wendy e Cartman. Quest'ultimo, in realtà, ha deciso di stare nel gruppo di Wendy e vi si è autonominato capo solo per piantare grane, senza neanche sapere l'argomento del dibattito e suscitando, quindi, l'irritazione di lei che però, gradualmente, inizia a provare una strana attrazione per Cartman, tanto da non riuscire a concentrarsi sui compiti. Da una parte, quindi, ci sono Stan e Kyle che ovviamente, quando chiedono consiglio a Chef, ottengono solo astio nel momento in cui lui scopre la loro posizione, dall'altro c'è Wendy che, esasperata, confessa il suo problema a Bebe che, a sua volta, dopo l'iniziale shock le consiglia di trovare un sistema per scaricare la tensione con un forte gesto verso Cartman.
Il sindaco, allora, decide di lasciare che sia il dibattito scolastico a stabilire se la bandiera vada cambiata, scaricando di fatto la responsabilità sui bambini. All'inizio del dibattito, Wendy decide di dare ascolto a Bebe e quindi, prima di spiegare che così come i tempi anche la società deve cambiare, bacia sulla bocca Cartman di fronte a tutti, traumatizzando Stan e obbligando Kyle a presentare lui le ragioni del loro gruppo, secondo cui la gente non deve sentirsi offesa se su una bandiera è mostrata un'impiccagione, dato che la pena capitale esiste da sempre. Chef allora, incredulo per il malinteso, spiega ai ragazzi che il problema della bandiera non è relativo alla pena capitale, ma al razzismo. Quando però questi ultimi gli rivelano di non aver affatto pensato che l'etnia di chi è raffigurato fosse importante, l'iniziale rabbia di Chef si trasforma in commozione, perché capisce, assieme al resto della città, che i bambini non avevano pensato al razzismo perché totalmente insensibili ad esso: sulla bandiera avevano visto solo cinque persone.
Realizzando che la situazione stava sfuggendo di mano, Chef, Jimbo e Ned fanno la pace e decidono di scendere a compromessi, cambiando la bandiera ma solo lievemente: l'uomo di colore impiccato rimane, ma i quattro bianchi che assistono sono sostituiti da quattro uomini appartenenti a quattro etnie diverse.

## Boy band
- Titolo originale: Something You Can Do with Your Finger
- Diretto da: Trey Parker
- Scritto da: Trey Parker

### Trama
"Fingerbang" è la nuova band formata dai ragazzi di South Park, e anche il nuovo piano di Cartman per fare soldi.
- Guest star: Patrick Stewart (Randy Marsh)

## Predica bene razzola male
- Titolo originale: Do the Handicapped Go to Hell?
- Diretto da: Trey Parker
- Scritto da: Trey Parker

### Trama
I ragazzi vanno in chiesa, e il reverendo inculca in loro la paura dell'Inferno. Tutti i ragazzi decidono di confessare i loro peccati ma sono preoccupati per Timmy, un bambino paraplegico che non può dire altro che il suo nome.
- Guest star: Dian Bachar (Chris)

## Probabilmente
- Titolo originale: Probably
- Diretto da: Trey Parker
- Scritto da: Trey Parker

### Trama
In seguito a quanto accaduto nell'episodio precedente, Cartman si mette a predicare, e i ragazzi pianificano di costruire una chiesa. Kenny non era stato ucciso, ma il bus che l'ha investito l'ha trasportato in Messico, che il bambino crede essere l'inferno. Satana, in tempo di crisi, si rivolge a Dio per chiedere aiuto. Infine, Cartman è punito dal personaggio di Gesù e spedito in Messico.

## Ebbene sì, sono gay!
- Titolo originale: 4th Grade
- Diretto da: Trey Parker
- Scritto da: Trey Parker

### Trama
I bambini di South Park si apprestano a iniziare la quarta elementare. Cartman però convince gli altri ragazzi che la quarta elementare sarà terribile, per cui interpellano due nerd appassionati di Star Trek che abitano vicino a Kyle per tornare indietro nel tempo. Decidono di utilizzare la sedia a rotelle elettrica di Timmy come congegno, essa però va in tilt: rischia di esplodere sia che si fermi, sia che Timmy si alzi (in riferimento al film Speed). Alla fine il viaggio nel tempo funzionerà davvero e Timmy attraverserà le epoche fino a tornare nel presente.
Nel frattempo la signorina Choksondik, la nuova insegnante, non riesce a gestire la classe, e chiede ai suoi colleghi di parlare con il professore che insegnava precedentemente, il signor Garrison. Inizialmente la preside Victoria, il signor Mackey e Chef tentano di tenere segreta la vera storia del signor Garrison, ma poi rivelano che è impossibile parlare con lui perché si è esiliato sui monti in seguito a un esaurimento nervoso dovuto alla repressione della sua omosessualità. Così la signorina Choksondik va sui monti e incontra il signor Garrison, che nel frattempo si è fatto crescere una lunga barba e si è creato un rifugio in una grotta. Per preparare la signorina Choksondik ad affrontare la classe, il signor Garrison l'allena nello stile di Yoda citando Guerre stellari. Solo quando il signor Garrison incontrerà il proprio "spirito gay" nell'Albero della Conoscenza ammetterà di essere omosessuale. Alla fine tornerà a scuola a insegnare in terza elementare.

## L'astuccio del cacciatore
- Titolo originale: Trapper Keeper
- Diretto da: Trey Parker
- Scritto da: Trey Parker

### Trama
Cartman è molto orgoglioso della sua nuova cartellina di Dawson's Creek e se ne vanta con tutti. A un certo punto, però, uno sconosciuto lo informa che quella cartellina è in realtà un essere soprannaturale che distruggerà il mondo se non lo fermano. Cartman non accetta di separarsi dalla sua cartellina e sarà compito di Kyle fermare l'essere.

## Helen Keller! Il musical
- Titolo originale: Helen Keller! The Musical
- Diretto da: Trey Parker
- Scritto da: Trey Parker

### Trama
Quando Butters informa i ragazzi di quarta che la recita dell'asilo è incredibile, con effetti speciali e canzoni, i ragazzi decidono di fare del loro meglio per mettere su una recita e battere i bambinetti. Dopo tanta fatica, lo spettacolo è un successo, ma poi i ragazzi scoprono che, anche se Butters l'ha trovava fantastica, la recita dell'asilo è insulsa e banale, e quindi tutti gli sforzi fatti non erano necessari.

## Grandi speranze
- Titolo originale: Pip
- Diretto da: Eric Stough
- Scritto da: Trey Parker

### Trama
Questo episodio è dedicato a Pip Pirrup ed è una rivisitazione del classico Grandi speranze. Prima di arrivare a South Park, Pip era stato assunto nella tenuta Havisham e si innamora della piccola Estella, che però si dimostra fredda e maleducata nei suoi confronti. Scoprirà alla fine che Miss Havisham brama di usare le lacrime di Pip per creare un dispositivo che le permetterà di vendicarsi di tutti gli uomini.
- Guest star: Malcolm McDowell (persona britannica), Steve Harvey (persona nera)

## Ciccia che ti riciccia
- Titolo originale: Fat Camp
- Diretto da: Trey Parker
- Scritto da: Trey Parker

### Trama
La famiglia e gli amici di Cartman lo costringono ad andare a un campo per perdere peso. Nel frattempo, Kenny diventa la stella di un reality show dove fa cose pericolose o disgustose come lavarsi i capelli con acido di batteria o massaggiare sensualmente suo nonno.

## Che palle i genitori, anzi no
- Titolo originale: The Wacky Molestation Adventure
- Diretto da: Trey Parker
- Scritto da: Trey Parker

### Trama
Questo episodio è una parodia del film Grano rosso sangue. I genitori di Kyle non lo lasciano andare a un concerto, e lui per ripicca dice alla polizia che questi l'hanno molestato. Presto, tutti i bambini prendono esempio e fanno lo stesso. Con tutti gli adulti in prigione, i ragazzi governano la città.
Ma presto si rendono conto che non è così.

## Un Natale davvero di merda
- Titolo originale: A Very Crappy Christmas
- Diretto da: Trey Parker
- Scritto da: Adrien Beard

### Trama
Kyle e Ike attendono ansiosi l'avvento di Mr. Hankey. Quando questo non si presenta, Kyle scopre che Hankey vive con la moglie alcolizzata e tre figlioletti. Lui dice ai ragazzi che ormai a nessuno interessa più del Natale, così questi decidono di provare a spargere un po' di spirito natalizio in città.
- Guest star: Louis Price: voce canora di Cornwallis